# Rosa pantern
Rosa pantern (Rosa Pantern) är en serie komedifilmer om den naive och klumpige franske poliskommissarien Clouseau. Peter Sellers var den förste och mest kände av de skådespelare som spelat i den rollen i fem filmer åren 1963–1978.
Rosa pantern är namnet på den diamant som är med i den första filmen Den rosa pantern. Diamanten är svagt rosa och med en defekt i form av en panter – därav namnet. I för- och eftertexterna medverkar en tecknad rosa panter, som omedelbart blev mycket populär och under 1960-talet hade en egen serie av tecknade kortfilmer.
I de två Rosa pantern-filmerna från 2000-talet spelar Steve Martin huvudrollen som poliskommissarien Clouseau. Kevin Klein spelar polischefen Dreyfus i den första filmen.

## Filmer
- 1963 – Den rosa pantern
- 1964 – Skott i mörkret
- 1968 – Kommissarie Clouseau
- 1975 – Den Rosa Pantern kommer tillbaka
- 1976 – Rosa Pantern slår igen
- 1978 – Rosa Panterns hämnd
- 1982 – Jakten på Rosa pantern
- 1983 – Rosa panterns förbannelse
- 1993 – Rosa Panterns son
- 2006 – Rosa pantern
- 2009 – Rosa pantern 2
- 2016 – Rosa pantern (nylansering)

## Musik
- The Pink Panther Theme (skriven av Henry Mancini 1963)
- Meglio Stasera (skriven av Henry Mancini 1963 och framförd av Fran Jeffries i den första Rosa Pantern-filmen)

## Spel
- Resa på egen Risk (PC)
- Hokus Pokus Panter (PC)